# Quinty Dupon
Quinty Dupon (22 juli 2005) is een voetbalspeelster uit Nederland. Ze speelt als middenvelder voor ADO Den Haag.

## Clubcarrière
Dupon begon met voetballen bij Excelsior Maassluis. Vervolgens kwam ze in de jeugdopleiding van ADO Den Haag terecht. Ze speelde haar wedstrijden voor Jong ADO. In het seizoen 2023/24 was Dupon aanvoerder bij Jong ADO.
Op 3 maart 2023 maakte Dupon haar debuut voor de hoofdmacht van ADO Den Haag door in te vallen voor Chloé Vande Velde in een met 5-0 gewonnen uitwedstrijd tegen Sc Heerenveen.
In mei 2024 tekende Dupon haar eerste contract bij ADO Den Haag, dat haar tot 2026 aan Den Haag verbindt. Vanaf het seizoen 2024/25 is Dupon definitief overgeheveld naar het eerste elftal van ADO Den Haag.

## Statistieken
| Seizoen | Club         | Land      | Competitie         | Wedstrijden | Doelpunten |
| ------- | ------------ | --------- | ------------------ | ----------- | ---------- |
| 2022/23 | ADO Den Haag | Nederland | Vrouwen Eredivisie | 2           | 0          |
| 2023/24 | ADO Den Haag | Nederland | Vrouwen Eredivisie | 0           | 0          |
| 2024/25 | ADO Den Haag | Nederland | Vrouwen Eredivisie | 5           | 0          |
| Totaal  | Totaal       | Totaal    | Totaal             | 7           | 0          |

Laatste update: 14 december 2024

## Interlandcarrière
Quinty Dupon is jeugdinternational geweest van Nederland onder 16 en  Nederland onder 17. Met laatstgenoemde nam ze deel aan het EK 2022
1 Lorsheijd ·
2 Vonk ·
3 Noordermeer ·
4 Pijnacker Hordijk ·
5 Nelemans ·
6 Raaijmakers  ·
7 Van Raay ·
8 Van den Goorbergh ·
9 Loonen ·
10 Van Oosten ·
11 Viehoff ·
14 Remmers ·
15 Van den Ende ·
16 Grimmius ·
18 Glotzbach ·
19 Boerboom ·
20 Van Mierlo ·
21 Burgers ·
23 Dupon ·
24 Van Egmond ·
35 Bol ·
Coach: Glotzbach
Assistent-coach: Van Tol